# تایسن آیلندز
تایسن آیلندز (به لاتین: Tyssen Islands) یک منطقهٔ مسکونی در جزایر فالکلند است که در Falkland Sound واقع شده‌است.